# Roquebrune (Gers)
Roquebrune è un comune francese di 201 abitanti situato nel dipartimento del Gers nella regione dell'Occitania.

## Società

### Evoluzione demografica
Abitanti censiti